# カルガリー市長
カルガリー市長（英: Mayor of Calgary）は、カナダ・アルバータ州カルガリー市の首長である。
|    | 氏名                                       | 就任           | 退任           |
| -- | ------------------------------------------ | -------------- | -------------- |
| 1  | ジョージ・マードック                       | 1884年12月4日  | 1886年10月21日 |
| 2  | ジョージ・クリフト・キング                 | 1886年11月4日  | 1888年1月16日  |
| 3  | アーサー・エドウィン・シェルトン           | 1888年1月16日  | 1889年1月21日  |
| 4  | ダニエル・ウェブスター・マーシュ           | 1889年1月21日  | 1890年1月20日  |
| 5  | ジェームズ・デラメア・ラファティー         | 1890年1月20日  | 1891年1月19日  |
| 6  | ジェームズ・ライリー                       | 1891年1月19日  | 1892年1月18日  |
| 7  | アレグザンダー・ルーカス                   | 1892年1月18日  | 1894年1月2日   |
| 8  | ウェズリー・フレッチャー・オア             | 1894年1月16日  | 1896年1月6日   |
| 9  | アレグザンダー・マクブライド               | 1896年1月6日   | 1897年1月4日   |
| 8  | ウェズリー・フレッチャー・オア （2期目）   | 1897年1月4日   | 1898年1月3日   |
| 10 | アーサー・レスリー・キャメロン             | 1898年1月3日   | 1899年1月3日   |
| 6  | ジェームズ・ライリー （2期目）             | 1899年1月3日   | 1900年1月2日   |
| 11 | ウィリアム・ヘンリー・カッシング           | 1900年1月2日   | 1901年1月7日   |
| 12 | ジェームズ・ステュアート・マッキー         | 1901年1月7日   | 1902年1月6日   |
| 13 | トーマス・アンダーウッド                   | 1902年1月6日   | 1904年1月5日   |
| 14 | サイラス・アレグザンダー・ラムゼイ         | 1904年1月5日   | 1905年1月2日   |
| 15 | ジョン・エマーソン                         | 1905年1月2日   | 1907年1月14日  |
| 10 | アーサー・レスリー・キャメロン （2期目）   | 1907年1月14日  | 1909年1月2日   |
| 16 | ルーベン・ルパート・ジェイミソン           | 1909年1月2日   | 1911年1月2日   |
| 17 | ジョン・ウィリアム・ミッチェル             | 1911年1月2日   | 1913年1月2日   |
| 18 | ハーバート・アーサー・シノット             | 1913年1月2日   | 1915年1月2日   |
| 19 | マイケル・コップス・コステロ               | 1915年1月2日   | 1919年1月2日   |
| 20 | ロバート・コリン・マーシャル               | 1919年1月2日   | 1921年1月3日   |
| 21 | サミュエル・ハンター・アダムズ             | 1921年1月3日   | 1923年1月2日   |
| 22 | ジョージ・ハリー・ウェブスター             | 1923年1月2日   | 1926年12月31日 |
| 23 | フレデリック・アーネスト・オズボーン       | 1927年1月3日   | 1929年12月31日 |
| 24 | アンドルー・デイヴィソン                   | 1930年1月1日   | 1945年12月31日 |
| 25 | ジェームズ・キャメロン・ワトソン           | 1946年1月1日   | 1949年12月31日 |
| 26 | ドナルド・ヒュー・マッケイ                 | 1950年1月1日   | 1959年10月19日 |
| 27 | ハリー・ウィリアム・ヘイズ                 | 1959年10月19日 | 1963年6月30日  |
| 28 | ジョン・ウォルター・グラント・マキューアン | 1963年7月4日   | 1965年10月18日 |
| 29 | ジョン・クリフォード・レスリー             | 1965年10月18日 | 1969年10月22日 |
| 30 | ジェームズ・ロドニー・ウィンター・サイクス | 1969年10月22日 | 1977年10月31日 |
| 31 | ロス・パターソン・アルジャー               | 1977年10月31日 | 1980年10月27日 |
| 32 | ラルフ・フィリップ・クライン               | 1980年10月27日 | 1989年3月21日  |
| 33 | ドナルド・アダム・ハートマン               | 1989年3月21日  | 1989年10月23日 |
| 34 | アルフレッド・ハーマン・デューア           | 1989年10月23日 | 2001年10月22日 |
| 35 | デイヴィッド・トーマス・ブランコニアー     | 2001年10月22日 | 2010年10月25日 |
| 36 | ナヒード・カーバン・ネンシ                 | 2010年10月25日 | 2021年10月25日 |
| 37 | ジョティ・ゴンデク                         | 2021年10月25日 | （現職）       |